# Val Curone

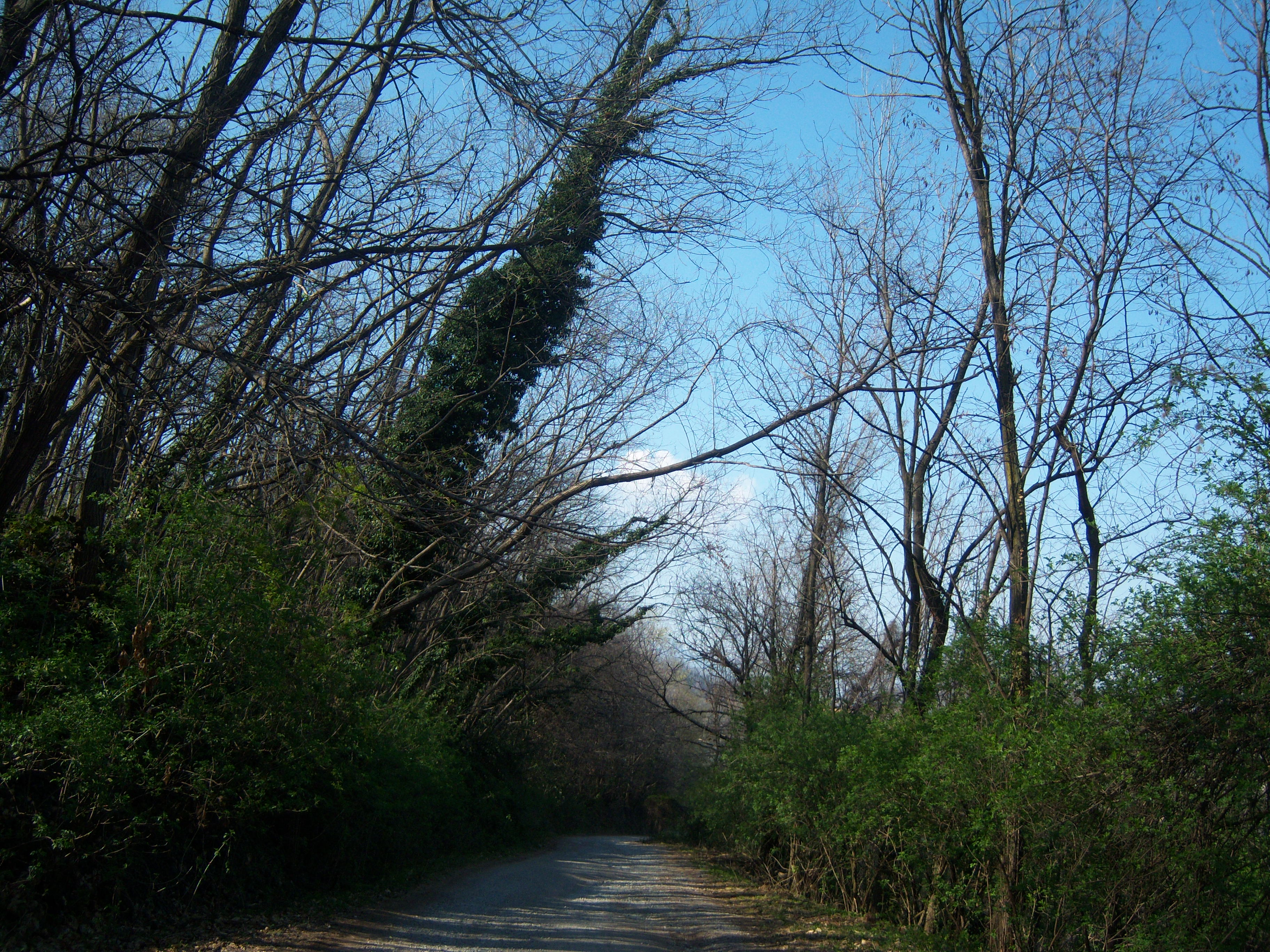
Val Curone

La val Curone è una piccola vallata appenninica posta in provincia di Alessandria sul confine tra Piemonte e Lombardia, ove scorre il torrente omonimo.
Si trova incuneata tra la valle Staffora (provincia di Pavia) ad est e le valli Borbera e Grue (AL) ad ovest.

## Storia
Molte sono le testimonianze della presenza umana fin dall'età della pietra, del neolitico ed età del bronzo.
Dal VI secolo, sotto la pressione crescente delle popolazioni barbariche, si verificò uno spopolamento della valle. Verso il VIII secolo si formarono nuovi insediamenti basati su un'economia di sussistenza agro-pastorale.
Dopo la caduta dei Longobardi a opera di Carlo Magno, il Sacro Romano Impero costituì i feudi imperiali, con lo scopo di mantenere un passaggio sicuro verso il mare; assegnò questi territori a famiglie (quali: i Malaspina, i Fieschi, i Doria e i Frascaroli) che dominarono per secoli questi feudi.
Poi entrò a far parte della Contea di Tortona all'interno del Marchesato di Bobbio (1516-1770); nel 1736 la Contea di Tortona passò ai Savoia e successivamente tutti i territori del Marchesato.

## Economia
Prodotto tipico dell'alta valle sono i tartufi sia bianchi che neri, mentre, verso la pianura, si coltivano mele, pesche, fragole e uva, da cui si ricavano vari vini.

## Comunità montane
Faceva parte della Comunità Montana Valli Curone Grue e Ossona fusasi dopo qualche anno con la Comunità Montana Valli Borbera e Spinti nella Comunità montana Terre del Giarolo, poi soppressa, insieme alle altre comunità montane del Piemonte, con la Legge regionale 28 settembre 2012, n. 11.